# Henk Hille
Henk Hille (Amsterdam, 16 mei 1959) is een Nederlands oud-ijshockeyer.
Semi-prof Hille kwam 197 keer uit voor de Nederlandse ijshockeyploeg en scoorde 53 doelpunten. Hij is daarmee de nummer twee (achter zijn neef Ron Berteling) op de lijst met recordinternationals.
De verdediger speelde onder meer voor Amsterdam, Heerenveen en Utrecht en maakte deel uit van de Nederlandse ijshockeyploeg, die in 1979 promotie afdwong naar de A-poule en een jaar daarna als negende eindigde bij de Olympische Winterspelen in Lake Placid. Hij speelde ook enige tijd in de Verenigde Staten en Zweden.
Hille nam afscheid in 1993 en trad een jaar later in dienst als technisch manager bij de Nederlandse IJshockey Bond. Sinds 1997 was hij directeur van diezelfde bond. Eind 2007 verliet hij de Bond, om zich te richten op lesgeven aan de Hogeschool van Amsterdam, promotieonderzoek te doen en zich te wijden aan zijn automatiseringsbedrijf.
Sinds 2010 doet hij onderzoek naar het functioneren van sportbonden. Het doel is het functioneren te beschrijven, te verklaren en daar waar mogelijk aanbevelingen te doen om het te verbeteren.
Hille volgde de  lerarenopleiding Academie voor Lichamelijke Opvoeding en voltooide een universitaire studie sociologie aan de Universiteit van Amsterdam. Zijn jongere broer Bert Hille is ook hockeyer.